# Кюсюр
Кюсюр (якут. Күһүүр) — село, центр и единственный населённый пункт сельского поселения Булунский эвенкийский национальный наслег в Булунском улусе Якутии.

## География и климат
Село расположено за Северным полярным кругом, на правом берегу реки Лены, в 120 км к юго-западу от посёлка Тикси (административного центра Булунского улуса).
| Показатель              | Янв. | Фев.  | Март  | Апр.  | Май  | Июнь | Июль | Авг. | Сен. | Окт.  | Нояб. | Дек.  | Год   |
| ----------------------- | ---- | ----- | ----- | ----- | ---- | ---- | ---- | ---- | ---- | ----- | ----- | ----- | ----- |
| Средняя температура, °C | −36  | −34,6 | −25,5 | −13,3 | −2,2 | 9,3  | 13,2 | 10,3 | 2,6  | −10,6 | −27,6 | −35,2 | −12,5 |
| Источник:               |      |       |       |       |      |      |      |      |      |       |       |       |       |

Амплитуда месячной температуры января и июля в среднем равна 49.2°, и нередко может превышать 50° по январю и июлю в одном году, а по годовой Т Кюсюр лишь слегка прохладнее востока Центральной и запада Восточной Якутии, хотя и заметно севернее, самая низкая температура Кюсюра отмечалась 14 декабря 1993 года и составила -61.6°, на протяжении зимних месяцев температура примерно на протяжении 2х месяцев с 8-10 декабря по начало февраля может упасть несколько ниже -60°, но экстремальные морозы здесь не настолько часты, как в более континентальных районах Саха.

## Население
| 1939 | 1989  | 2002  | 2010  | 2021  |
| ---- | ----- | ----- | ----- | ----- |
| 921  | ↗1800 | ↘1336 | ↗1345 | ↘1072 |

## История
Село основано в 1924 году. После образования в 1930 году Булунского улуса Кюсюр вплоть до 1957 года был улусным центром (впоследствии переведён в Тикси).

## Экономика и культура
Основу экономики составляют оленеводство, рыболовство и охотничий промысел.
В селе действуют дом культуры, народный театр, средняя школа, интернат, здравоохранение, комбинат коммунальных предприятий и благоустройства.

## Известные люди
В селе родилась якутская певица Саина.
Еврокомиссар, кандидат в президенты Литвы Витянис Андрюкайтис.
Член Союза писателей России, поэт Рустам Каженкин.